# Реванта
Рева́нта (санскр. रेवन्त, IAST: Revanta), или Райвата, — сын солнца, индуистское божество. Согласно «Ригведе», Реванта является младшим сыном бога солнца Сурьи и его жены Санджни (Сараньи). Реванта считается повелителем гухьяков, полубожественных существ, стражей скрытых сокровищ в Гималаях. Также носит имя Гая-вагана (едущий на лошадях). В Ведах его имя не встречается. Изображается как охотник на коне с луком и стрелами.

## Легенды
История рождения Реванты излагается в таких произведениях, как «Вишну-пурана» и «Маркандея-пурана». Однажды Санджня, дочь архитектора богов Вишвакармана и жена Сурьи, не смогла вынести жар бога солнца, отправилась в леса, чтобы предаться благочестивой аскезе в облике кобылицы. Санджня поместила свою тень Чхаю, которая выглядела как она, на своё место супруги Сурьи. Когда Сурья узнал, что Чхая это на самом деле не его жена, он отправился на поиски возлюбленной и нашёл её в лесах Уттар Куру. Сурья приблизился к ней в облике коня. В результате их соития на свет появились близнецы Ашвины и Реванта. В «Курма-пуране» и «Матсья-пуране» мать Реванты носит имя Раджни, другой жены Сурьи.
В то же время в другой главе «Маркандея-пураны» он назван сыном Чхаи, а его братьями являются Шани, олицетворение Сатурна, и Ману Саварни. Далее «Маркандея-пурана» добавляет, что Сурья назначил его быть владыкой гухьяков и защищать смертных. Иногда на рельефах Реванта изображается борющимся с разбойниками.
«Деви-бхагавата-пурана» упоминает, как Реванта, сидя на семиголовом коне Уччайхшравасе, прибывает в обитель Вишну. Жена последнего Лакшми, будучи очарована красотой Реванты, игнорирует вопрос, заданный ей супругом. В результате последовавшего проклятия Вишну она становится кобылицей.

## Критика
Мэри Бойс, Франц Грене и Роджер Бек считают, что Реванта ведёт своё происхождение от зороастрийского Митры, предполагая, что это произошло в результате вторжения иранцев в Северо-Западную Индию и привнесения ими своей религии, которая оказала влияние на индуизм в I веке н. э.
Они обращают внимание на описания обоих божеств как всадников и полагают, что имя «Revanta» происходит от авестийского «raevant», являющегося эпитетом Митры.